# Mistrovství světa ve veslování 2005
Mistrovství světa ve veslování 2005 byl v pořadí 34. šampionát konaný mezi 28. srpnem a 4. zářím 2005 v Kaizu v japonské prefektuře Gifu.
Každoroční veslařská regata trvající jeden týden je organizována Mezinárodní veslařskou federací (International Rowing Federation; FISA) obvykle na konci léta severní polokoule. V neolympijských letech představuje mistrovství světa vyvrcholení mezinárodního veslařského kalendáře a v roce, jenž předchází olympijským hrám, představuje jejich hlavní kvalifikační událost. V olympijských letech pak program mistrovství zahrnuje pouze neolympijské disciplíny.

## Medailové pořadí
| Pořadí | Země                   | Zlato | Stříbro | Bronz | Celkem |
| ------ | ---------------------- | ----- | ------- | ----- | ------ |
| 1      | Nový Zéland            | 4     | 0       | 0     | 4      |
| 2      | Austrálie              | 3     | 1       | 1     | 5      |
| 3      | Itálie                 | 2     | 3       | 3     | 8      |
| 4      | Francie                | 2     | 1       | 1     | 4      |
| 4      | Spojené království     | 2     | 1       | 1     | 4      |
| 6      | Německo                | 1     | 2       | 3     | 6      |
| 7      | Spojené státy americké | 1     | 2       | 2     | 5      |
| 8      | Nizozemsko             | 1     | 1       | 1     | 3      |
| 9      | Slovinsko              | 1     | 1       | 0     | 2      |
| 10     | Kanada                 | 1     | 0       | 2     | 3      |
| 11     | Bělorusko              | 1     | 0       | 1     | 2      |
| 11     | Polsko                 | 1     | 0       | 1     | 2      |
| 13     | Řecko                  | 1     | 0       | 0     | 1      |
| 13     | Maďarsko               | 1     | 0       | 0     | 1      |
| 15     | Dánsko                 | 1     | 2       | 0     | 3      |
| 16     | Česko                  | 0     | 1       | 1     | 2      |
| 17     | Belgie                 | 0     | 1       | 0     | 1      |
| 17     | Bulharsko              | 0     | 1       | 0     | 1      |
| 17     | Irsko                  | 0     | 1       | 0     | 1      |
| 17     | Norsko                 | 0     | 1       | 0     | 1      |
| 17     | Rumunsko               | 0     | 1       | 0     | 1      |
| 17     | Jižní Afrika           | 0     | 1       | 0     | 1      |
| 17     | Chile                  | 0     | 1       | 0     | 1      |
| 17     | Japonsko               | 0     | 1       | 0     | 1      |
| 25     | Rusko                  | 0     | 0       | 2     | 2      |
| 26     | Estonsko               | 0     | 0       | 1     | 1      |
| 26     | Finsko                 | 0     | 0       | 1     | 1      |
| 26     | Španělsko              | 0     | 0       | 1     | 1      |
| Celkem | Celkem                 | 23    | 23      | 22    | 68     |

## Přehled medailí

### Mužské disciplíny
| Disciplína                      | Zlato | Čas     | Stříbro | Čas     | Bronz | Čas     |
| Skif M1x                        | Nový Zéland Mahé Drysdale | 7:16,42 | Norsko Olaf Tufte | 7:18,34 | Česko Ondřej Synek | 7:21,12 |
| Dvojskif M2x                    | Slovinsko Luka Špik Iztok Čop | 6:37,61 | Itálie Federico Gattinoni Luca Ghezzi | 6:37,96 | Německo Christian Schreiber Rene Burmeister | 6:46,71 |
| Párová čtyřka M4x               | Polsko Konrad Wasielewski Marek Kolbowicz Michał Jeliński Adam Korol                                                                                           | 5:34,96 | Slovinsko Matej Prelog Davor Mizerit Luka Špik Iztok Čop | 5:35,45 | Estonsko Jüri Jaanson Leonid Gulov Tõnu Endrekson Andrei Jämsä                                                                                      | 5:36,61 |
| Dvojka bez kormidelníka M2-     | Nový Zéland Nathan Twaddle George Bridgewater | 6:52,51 | Jižní Afrika Ramon di Clemente Donovan Cech | 6:55,52 | Itálie Luca Agamennoni Dario Lari | 6:57,29 |
| Dvojka s kormidelníkem M2+      | Austrálie Hardy Cubasch Sam Conrad Marc Douez (k) | 7:16,61 | Itálie Dario Cerasola Edoardo Verzotti Manuel Belingerio (k) | 7:23,22 | Spojené státy americké Jordan Smith Micah Boyd Chase Phillips (k)                                                                                   | 7:26,22 |
| Čtyřka bez kormidelníka M4-     | Spojené království Steve Williams Pete Reed Alex Partridge Andrew Triggs Hodge                                                                                 | 6:11,59 | Nizozemsko Geert Cirkel Jan-Willem Gabriëls Matthijs Vellenga Gijs Vermeulen                                                                                    | 6:13,23 | Kanada Rob Weitemeyer Peter Dembicki Andrew Ireland Kristopher McDaniel                                                                             | 6:16,02 |
| Čtyřka s kormidelníkem M4+      | Francie Nicolas Podpovitny Vincent Durupt Alex Johnatan Mathis Lionel Jacquiot Nicolas Majerus (k)                                                             | 6:02,42 | Spojené státy americké Troy Keeper Matt Hughes Patrick Sullivan Brett Newlin Marcus McElhenney (k)                                                              | 6:03,44 | Německo Toni Seifert Matthias Flach Johannes Doberschütz Falk Müller Martin Sauer (k)                                                               | 6:06,01 |
| Osma M8+                        | Spojené státy americké Paul Daniels Matt Deakin Steve Coppola Jr. Michael Blomquist Dan Beery Joshua Inman Bryan Volpenhein Beau Hoopman Marcus McElhenney (k) | 5:22,75 | Itálie Lorenzo Carboncini Niccolo Mornati Pierpaolo Frattini Valerio Pinton Mario Palmisano Dario Dentale Raffaello Leonardo Carlo Mornati Gaetano Iannuzzi (k) | 5:24,01 | Německo Jochen Urban Sebastian Schulte Stephan Koltzk Jan-Martin Broeer Jan Tebrügge Ulf Siemes Thorsten Engelmann Andreas Penkner Peter Thiede (k) | 5:25,66 |
| Skif LV LM1x                    | Řecko Vasileios Polymeros | 7:17,79 | Spojené království Zac Purchase | 7:23,10 | Francie Fabrice Moreau | 7:23,97 |
| Dvojskif LV LM2x                | Maďarsko Zsolt Hirling Tamás Varga | 6:05,10 | Dánsko Mads Rasmussen Rasmus Quist | 6:05,62 | Polsko Paweł Randa Robert Sycz | 6:07,93 |
| Párová čtyřka LV LM4x           | Itálie Gardino Pellolio Daniele Gilardoni Luca Moncada Filippo Mannucci                                                                                        | 5:44,76 | Belgie Justin Gevaert Francois Libois Wouter van der Fraenen Kristof Dekeyser                                                                                   | 5:46,00 | Kanada Jeff Bujas Douglas Vandor Matthew Jensen Morgan Jarvis                                                                                       | 5:47,86 |
| Dvojka bez kormidelníka LV LM2- | Dánsko Bo Helleberg Thomas Ebert | 6:22,59 | Chile Miguel Cerda Felipe Leal | 6:23,31 | Itálie Salvatore Amitrano Catello Amarante | 6:25,63 |
| Čtyřka bez kormidelníka LV LM4- | Francie Franck Solforosi Jeremy Pouge Jean-Christophe Bette Fabien Tilliet                                                                                     | 5:47,91 | Irsko Timmy Harnedy Eugene Coakley Richard Archibald Paul Griffin                                                                                               | 5:49,26 | Itálie Lorenzo Bertini Salvatore Di Somma Elia Luini Bruno Mascarenhas                                                                              | 5:49,30 |
| Osma LV LM8+                    | Itálie Jiri Vlcek Daniele Danesin Michele Savrie Martino Goretti Luigi Scala Nicola Moriconi Giuseppe Del Gaudio Fabrizio Gabriele Gianluca Barattolo (k)      | 5:59,42 | Japonsko Yusuke Imai Shuya Matsuda Kazuyoshi Okamoto Masayuki Yoshizaki Shimpei Murai Yu Kataoka Takehiro Kubo Tatsuya Mizobe Makoto Nakasaka (k)               | 6:09,87 | |         |

Poznámka: do závodu osmiveslic lehkých vah (LM8+) se přihlásily pouze 2 lodě.

### Ženské disciplíny
| Disciplína                  | Zlato | Čas     | Stříbro | Čas     | Bronz | Čas     |
| Skif W1x                    | Bělorusko Jekatěrina Karstenová | 7:48,35 | Česko Miroslava Knapková | 7:51,69 | Spojené státy americké Michelle Guerette | 7:51,62 |
| Dvojskif W2x                | Nový Zéland Georgina Eversová-Swindellová Caroline Eversová-Swindellová                                                                                         | 7:08,03 | Bulharsko Rumjana Nejkovová Miglena Markovová | 7:10,92 | Austrálie Amber Bradley Sally Kehoe | 7:22,86 |
| Párová čtyřka W4x           | Spojené království Rebecca Romerová Sarah Wincklessová Frances Houghtonová Katherine Graingerová                                                                | 6:09,59 | Německo Britta Oppeltová Susanne Schmidtová Kathrin Boronová Stephanie Schillerová                                                                                               | 6:09,93 | Rusko Olga Samulenková Oksana Dorodnovová Larisa Merková Irina Fedotovová | 6:12,19 |
| Dvojka bez kormidelnice W2- | Nový Zéland Juliette Haighová Nicky Colesová | 7:43,83 | Austrálie Sarah Outhwaite Natalie Bale | 7:47,57 | Rusko Vera Potčitajevová Valerija Starodubrovská | 7:50,07 |
| Čtyřka bez kormidelnice W4- | Austrálie Robyn Selby Smithová Emily Martinová Pauline Frasca Kate Hornsey                                                                                      | 6:55,56 | Německo Mandy Emmrichová Wilma Dresselová Kerstin Naumannová Christiane Hölzelová                                                                                                | 7:03,24 | Bělorusko Natallia Haurylenka Volha Plashkova Tatsina Narelik Maryia Brel | 7:07,96 |
| Osma W8+                    | Austrálie Sarah Outhwaite Robyn Selby Smithová Sonia Millsová Kate Hornsey Emily Martinová Fleur Chewová Pauline Frasca Sarah Heardová Elizabeth Patricková (k) | 5:58,10 | Rumunsko Enikő Barabásová Georgeta Craciunová Camelia Lupascu Ana Maria Apachitei Elena Serbanová-Parvanová Ioana Papucová Rodica Florea Simona Strimbeschi Rodica Anghelová (k) | 5:59,50 | Nizozemsko Femke Dekkerová Nienke Dekkersová Nienke Hommesová Hurnet Dekkersová Annamarieke van Rumptová Laura Posthuma Annemiek de Haanová Helen Tangerová Ester Workelová (k) | 5:59,61 |
| Skif LV LW1x                | Nizozemsko Marit van Eupenová | 8:07,39 | Francie Benedicte Dorfmanová | 8:10,53 | Španělsko Teresa Mas De Xaxars Riverová | 8:12,71 |
| Dvojskif LV LW2x            | Německo Daniela Reimerová Marie-Louise Drägerová | 6:48,47 | Spojené státy americké Renee Hykelová Julia Nicholsová | 6:48,77 | Finsko Sanna Sténová Minna Nieminenová | 6:49,02 |
| Párová čtyřka LV LW4x       | Kanada Tracy Cameronová Mara Jonesová Elizabeth Urbachová Melanie Koková                                                                                        | 6:19,87 | Dánsko Kirsten Jepsenová Maria Pertlová Katrin Olsenová Juliane Rasmussenová | 6:20,69 | Spojené království Tanya Brady Lorna Norrisová Hester Goodsellová Naomi Hoogestegerová                                                                                          | 6:22,49 |